# Фриденсфельд (Амурская область)
Фриденсфельд — упразднённое село в Константиновском районе Амурской области, Россия. Место компактного проживания российских немцев. Ликвидировано в 1941 г.

## География
Располагалось в 3,5 км к юго-западу от села Ключи.

## Население
В 1941 г. в селе проживало 196 человек.

## История
Основано переселенцами с Алтайского края. Община братских меннонитов входила в состав общины Блюменрот. В 1931 г. организован колхоз «Арбайт». Все население депортировано 15-16.11.1941 г.